# Neurogomphus angustisigna
Neurogomphus angustisigna är en trollsländeart som beskrevs av Elliot C.G. Pinhey 1971. Neurogomphus angustisigna ingår i släktet Neurogomphus och familjen flodtrollsländor. IUCN kategoriserar arten globalt som otillräckligt studerad. Inga underarter finns listade i Catalogue of Life.